# Психоаналитична криминология
Психоаналитичната криминология (на английски: Psychoanalytic criminology) е метод за изследване на престъпленията и престъпното поведение, който произлиза от психоанализата на Зигмунд Фройд. Това течение изследва личността и психиката (особено несъзнателното) за мотиви за извършване на престъпления. Други насоки на интерес са страхът от престъплението и актът на наказание.

## История
Зигмунд Фройд публикува Criminality from a Sense of Guilt (Престъпността от чувството за вина) през 1916 г., където според Белзер „Фройд защитава тезата, че престъплението се извършва от индивиди с огромна несъзнателна вина и свръхразвито суперего, които търсят да бъдат хванати и наказани.“ Психоаналитичната криминология по-нататък е развита от Август Айхорн, Мелани Клайн, Фриц Редъл и Дейвид Уайнман.